# Pomnik Napoleona Bonapartego w Rouen
Pomnik Napoleona I Bonapartego w Rouen (fr. Monument à Napoléon Ier) – konny pomnik Napoleona Bonapartego znajdujący się przed ratuszem w Rouen (Francja), na Place du Général de Gaulle. Obiekt stanowi zabytek historii (monument historique).

## Forma i historia

### Odsłonięcie
Obiekt został wzniesiony w 1865. Autorem posągu w brązie był Vital Gabriel Dubray (1813–1892), natomiast cokół zaprojektował Louis Desmarest. Podczas uroczystości odsłonięcia obecny był marszałek Jean-Baptiste Philibert Vaillant.

### Kontrowersje w trakcie renowacji

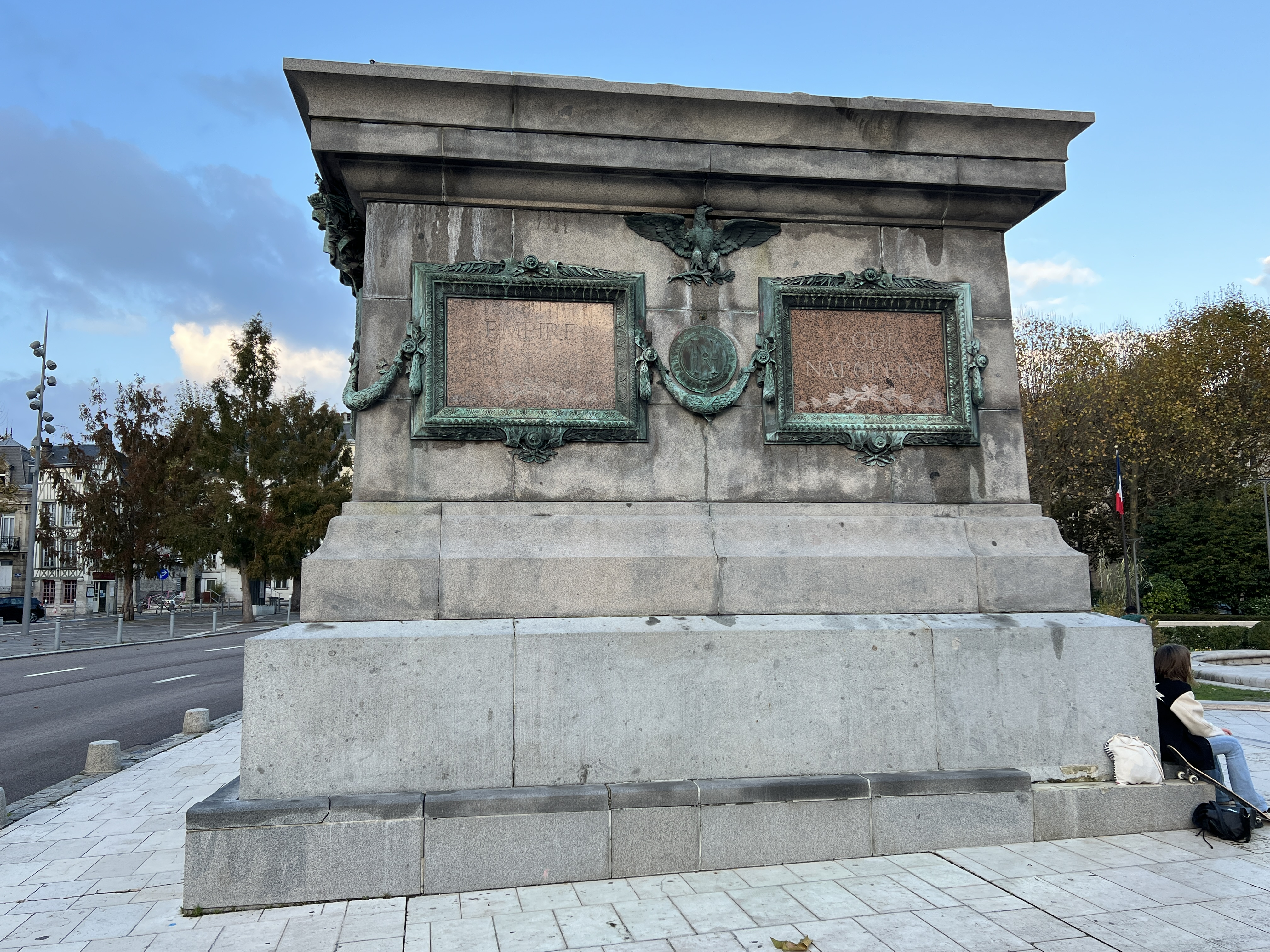
Cokół bez statui w 2021

W lipcu 2020 pomnik usunięto, motywując to wyłącznie koniecznością renowacji (jedna z tylnych nóg konia miała pęknięcie). Odkryto wówczas w cokole skrzynię z plikami papieru oraz tubą zawierającą siedem monet z brązu, pięć srebrnych i pięć złotych z wizerunkiem Napoleona III. Nowo powołany w tym czasie mer Rouen (socjalista Nicolas Mayer-Rossignol) zaproponował, aby zastąpić monument cesarza statuą zmarłej nieco wcześniej feministki pochodzenia tunezyjskiego, Gisèle Halimi (adwokata, przeciwniczki wojny algierskiej, obrońcy zamachowców z Frontu Wyzwolenia Narodowego). Wskazał, iż główny plac miasta „nie powinien być zarezerwowany dla mężczyzn”, a Napoleon miałby stanąć w innej lokalizacji. Powrót pomnika na swoje miejsce, którego nie opuszczał od momentu ustawienia, był w tej sytuacji przedmiotem konsultacji społecznych z mieszkańcami. Zdecydowali oni w 68%, że nie chcą proponowanych zmian i opowiadają się za tym, aby pomnik powrócił na plac de Gaulle. Lider opozycji w Rouen, Jean-François Bures (prawicowy kandydat w wyborach samorządowych) stwierdził: „w lipcu powiedziano nam, że obalanie nie ma w żaden sposób charakteru symbolicznego ani ideologicznego. A we wrześniu dowiedzieliśmy się, że jest zupełnie odwrotnie”.
Monument powrócił na pierwotne miejsce po renowacji w lipcu 2022.